# Opolnomočenje zaposlenih
Opolnomočenje zaposlenih (angleško employee empowerment) je proces nudenja znanja, informacij in veščin zaposlenim, ki omogoča, da zaposleni sprejemajo avtonomne odločitve in zanje tudi odgovarjajo. Spada med ključne naloge menedžmenta, ki mora zaposlenim nuditi vse potrebne informacije za delo, jasno opredelitev ciljev, prenos avtoritete in razlago omejitve odgovornosti, kar zaposlene posledično spodbuja k večji učinkovitosti pri delu ter jim omogoča prevzemanje odgovornosti za njihovo lastno delo. Na opolnomočenje lahko gledamo iz dveh različnih vidikov: opolnomočenje kot motivacijski dejavnik ter opolnomočenje kot dejavnik medsebojnih odnosov.

## Elementi opolnomočenja
Na proces opolnomočenja vplivajo 4 pomembni dejavniki, ki jih imenujemo elementi opolnomočenja:

### Informacije
Zaposlenim, ki v okviru svojih delovnih nalog sprejemajo različne odločitve, morajo biti na voljo prav vse informacije, saj je to edini način, da v danih okoliščinah izberejo najboljšo možno odločitev.

### Moč
Zaposlenim je potrebno dati pooblastila, ki jim omogočajo sprejemanje lastnih odločitev in neposredno vplivanje na delovne procese in organizacijsko uspešnost.

### Znanje
Organizacija oz. podjetje organizira in nudi različne izobraževalne programe za zaposlene, v okviru katerih slednji pridobivajo in osvajajo znanja, ki so potrebna pri opravljanju njihovih delovnih nalog.

### Nagrada
Zaposleni so nagrajeni glede na rezultate, ki jih doseže podjetje kot celota, bodisi v obliki možnosti nakupa delnic podjetja, bodisi v obliki udeležbe pri dobičku.
Za uspešno, korektno in produktivno delo zaposlenih je torej bistvenega pomena dostop do znanja in možnosti izobraževanja, saj je znanje osnova za ustrezno opravljanje delovnih nalog, okvirna avtonomija zaposlenih, ki jim daje moč sprejemanja samostojnih odločitev in prevzemanja odgovornosti za lastno delo, dostop do ustreznih informacij glede ciljev dela, strategij in produktivnosti, ki omogoča zaposlenim osmišljanje njihovega prispevka k uspešnosti organizacije in nenazadnje nagrajevanje, ki reflektira rezultate, uspešnost in kakovost opravljenega dela zaposlenih.

## Proces opolnomočenja
Poznamo veliko različnih oblik oz. korakov, ki sestavljajo proces opolnomočenja. Ena od možnih delitev procesa opolnomočenja zajema 5 korakov:

### Definiranje
Prvi korak predstavlja definiranje organizacijskih ciljev in ključnih procesov.

### Planiranje
V fazi planiranja je potrebno natančno opredeliti in opisati kaj se pričakuje od posameznih delavcev, skupin in timov.

### Opredelitev dolžnosti
Planiranju sledi opredelitev dolžnosti, ki se bodo v procesu opolnomočenja prenesle na nižje ravni zaposlenih.

### Merjenje rezultatov
Merjenje rezultatov je eden ključnih korakov v procesu opolnomočenja, saj zaposlenim nudi povratno informacijo o uspešnosti njihovega dela.

### Diagram omejitev
Diagram omejitev (angl. boundary diagram) je priporočljiv korak v procesu opolnomočenja, saj je iz njega razvidno kateri procesi so vključeni v opolnomočenje in kateri niso, to pa zaposlenim omogoča lažjo predstavo o svojem položaju v procesu opolnomočenja.
Druga, pogosto razširjena in uporabljena delitev procesa opolnomočenja zaposlenih pa predpostavlja 6 korakov:

### Poslanstvo
Poslanstvo je prvi korak, katerega namen je nudenje napotkov za odločanje in načrtovanje ter večanje predanosti zaposlenih.

### Visoki cilji
Visoko oz. ambiciozno zastavljeni cilji spodbujajo zaposlene pri razmišljanju v novih smereh.

### Okolje
V organizaciji je pomembno ustvariti delovno okolje, ki spodbuja učenje zaposlenih – v takem okolju si zaposleni nenehno zastavljajo nova vprašanja in dvomijo v že obstoječe rešitve, to pa jih usmerja k večji kreativnosti ter pridobivanju novega znanja.

### Redefinicija vlog
V procesu opolnomočenja je potrebno redefinirati vloge načrtovalcev, pri čemer je njihova nova vloga podporne narave, saj morajo priskrbeti informacije, na podlagi katerih bodo v sodelovanju z ostalimi sprejemali odločitve o ukrepih.

### Napredek
Stalen napredek je potrebno obravnavati kot način življenja in z namenom njegovega doseganja vse zaposlene vključevati v načrtovanje. Rešitve, ki jih ekipa sprejema v procesu pa nikoli niso videne kot absolutne, saj vedno obstaja možnost njihovih sprememb kot posledice novih dognanj.

### Načrtovanje
Načrtovanje je pomemben korak, ki ima svoj začetek in konec pri vrhnjem menedžmentu. Vodje so tisti, ki nudijo oporo zaposlenim ter postavljajo okvire za načrtovanje.

## Ovire pri procesu opolnomočenja
Pri vpeljevanju procesa opolnomočenja v organizacije se lahko pojavi nemalo ovir, nekatere s strani menedžmenta, nekatere pa s strani zaposlenih.

### Ovire s strani menedžmenta
Najpogostejše ovire s strani menedžmenta izvirajo iz odpora proti spremembam, saj opolnomočenje za vodje pomeni prenos odgovornosti, novih zadolžitev in pooblastil na zaposlene ter istočasno izgubo lastnih določenih delovnih nalog. Ovire s strani menedžmenta lahko razdelimo na 5 vrst:

#### Odpoved
Pogosto se zgodi, da vodje zaposlenim prepustijo vso moč in nadzor, namesto, da bi se poslužili le delne odpovedi svojih pooblastil.

#### Potreba po uspehu
Vodje imajo lahko potrebo po samostojnem doseganju uspešnega izida delovnih nalog.

#### Sindrom zvezdništva
Vodje želijo opolnomočiti le tiste zaposlene, ki so na podobnem položaju kot oni sami, saj menijo, da lahko njihovo delo opravljajo le posamezniki, ki so jim podobni, torej ljudje, ki zavzemajo enako visok položaj.

#### Perfekcionizem in samovšečnost
Samovšečnost in perfekcionizem se kažeta v preveliki vnemi vodij, ki želijo, da so delovne naloge izpolnjene na njihov način, s tem pa zaposlenim onemogočajo, da bi delo opravljali po svoje.

#### Motnje v značaju
Lahko se zgodi, da želijo vodje obdržati celoten nadzor, posledično pa ne želijo predati moči.

### Ovire s strani zaposlenih
Pri uvajanju procesa opolnomočenja, v okviru katerega želi vodstvo predati določena pooblastila, odgovornosti in moč na podrejene, se pri zaposlenih lahko pojavi odpor, saj si tega pravzaprav sploh ne želijo, večjih odgovornosti in pooblastil pa ne vidijo kot izziva, temveč kot dodatno obremenitev. Večina zaposlenih je pri prilagajanju na spremembe ovirana zaradi lastnih vedenjskih vzorcev. Ljudje namreč velikokrat mislijo, da si želijo več odgovornosti in večjo svobodo odločanja, vendar pa se v praksi nazadnje izkaže, da tega ne zmorejo obvladovati in sprejemati. Možne ovire s strani zaposlenih so tudi nejasno opredeljene naloge in pristojnosti, pomanjkanje izobraževanj za zaposlene, v okviru katerih bi osvajali nove veščine ter pomanjkanje timskega dela, ki je ključno za hitrejše in lažje opravljanje dela opolnomočenih zaposlenih. Za uspešno izvedbo procesa opolnomočenja zaposlenih je ključno medsebojno zaupanje in sodelovanje, tako s strani vodstva, ki predaja, kot tudi s strani zaposlenih, ki prejemajo, saj je opolnomočenje vzajemen in dvosmeren proces.

## Posledice opolnomočenja zaposlenih
Opolnomočenje zaposlenih ima številne pozitivne učinke tako za zaposlene same, kot tudi za organizacijo v celoti. Pri zaposlenih je moč opaziti povečano motivacijo, učinkovitost dela ter osredotočenost na celotno sliko podjetja, ter zmanjšanje fluktuacije delovne sile in odsotnosti od dela. Opolnomočeni zaposleni poleg tega razvijejo večjo pripadnost podjetju in učinkovitost dela, saj jim zaupanje informacij, večjih odgovornosti in avtoritete s strani vodstva daje občutek nepogrešljivosti in pomembnosti v podjetju.